# Gloria Cars
Gloria Cars is een Italiaans chassisfabrikant. Het hoofdkwartier van het bedrijf is gevestigd in het Italiaanse Cambiano, Turijn. Het bedrijf is opgericht door Ecco Gloria in 1969. Ze hebben momenteel 4 raceauto's in productie:
- B4 (Formule Gloria)
- B5 (Formula Azzurra, Formule Gloria)
- C7F (SCCA Formule 1000)
- C7P (IPS, CIVM)